# Föreningen för kvinnans politiska rösträtt i Karlstad

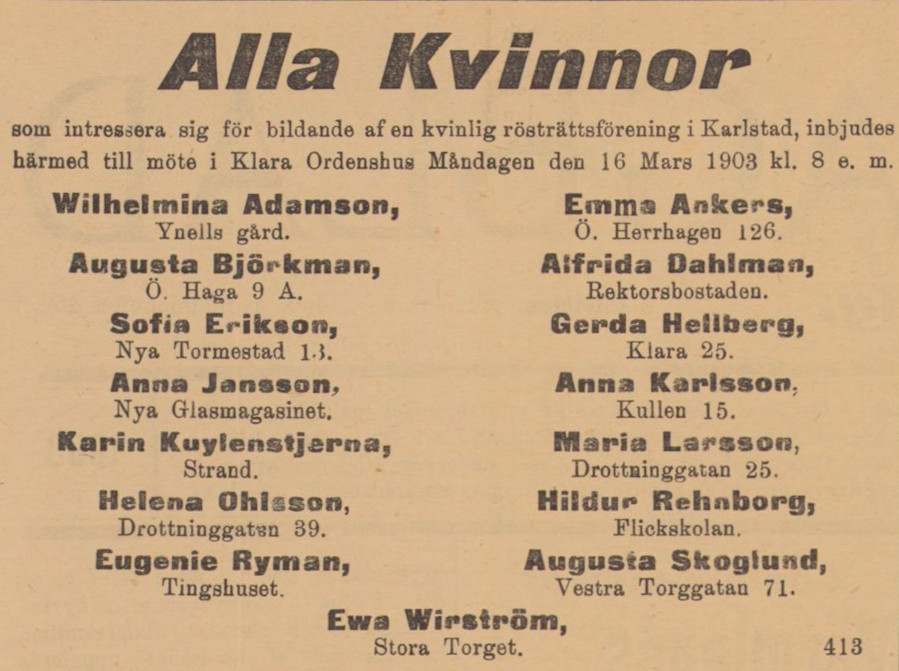
Annons publicerad i flera Karlstadstidningar inför föreningens bildande.

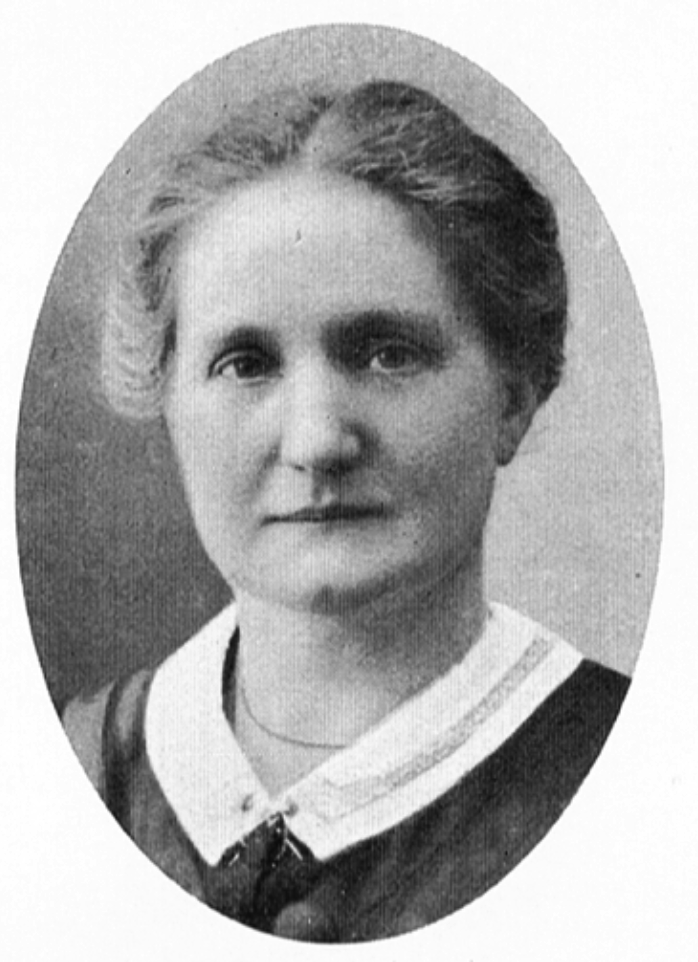
Gerda Hellberg

Föreningen för kvinnans politiska rösträtt i Karlstad, även kallad Karlstadsföreningen för kvinnans politiska rösträtt, var Karlstads lokalförening inom Landsföreningen för kvinnans politiska rösträtt (LKPR), bildad 1903. Föreningen var verksam lokalt i Karlstad och arbetade för införandet av kvinnors rösträtt i Sverige.

## Biografi
Föreningen bildades den 16 mars 1903 när konstituerande möte hölls i Klara ordenshus.
Bland aktiviteterna fanns föredrag, samkväm, insamling av medel och förhandlingar om samarbete med andra organisationer. 

## Ordförande
- Gerda Hellberg, 1904-1921